# Aeroportul Ustupo
Aeroportul Ustupo (IATA: UTU) este un aeroport din Guna Yala, Panama ce deservește zona Ustupu⁠(d).
Situat la o altitudine de 3 m, aeroportul dispune de o singură pistă.